# شهرستان فیروزکوه
شهرستان فیروزکوه یکی از شهرستان‌های استان تهران است. مرکز این شهرستان، شهر فیروزکوه می‌باشد. مردم فیروزکوه دارای اصالتی طبری و مازندرانی می‌باشند.

## موقعیت جغرافیایی شهرستان فیروزکوه
شهرستان فیروزکوه در منتهی‌الیه شمال شرقی استان تهران و در طول جغرافیایی ۵۲:۴۶ و عرض جغرافیایی ۳۵:۲۸ واقع شده‌است. این شهرستان از شمال و شرق به شهرستان سوادکوه در استان مازندران، از جنوب و جنوب شرقی به شهرستان مهدیشهر در استان سمنان و از غرب به شهرستان دماوند محدود می‌گردد.
ناهمواریهای فیروزکوه:
این شهرستان بر روی بخشی از سلسله جبال البرز مرکزی قرار گرفته‌است و به همین خاطر دارای ناهمواریهای بسیاری است. قلل مرتفع‌ای همچون میشینه مرگ لزور (۴۰۷۶ متر) همچون دیواری این شهرستان را از مناطق شمالی کشور جدا می‌کند که در بین این قلل سرشاخه‌های حبله رود جاری است. سایر کوه‌های منطقه عبارتند از کوه پل در (۲۶۸۹) در شرق فیروزکوه، کوه نواس(۲۸۲۹) در جنوب شرق فیروزکوه، کوه تپه مراد (۳۲۱۹) در شمال غربی فیروزکوه

## تقسیمات کشوری
بخش‌ها
- بخش مرکزی
- بخش ارجمند

شهرها
- فیروزکوه
- ارجمند

دهستان‌ها
- دهستان پشتکوه
- دهستان حبلرود
- دهستان دوبلوک
- دهستان شهرآباد
- دهستان قزقانچای
- دهستان اندور
- دهستان سیاده

## آب وهوای فیروزکوه
از نظر ویژگی‌های آب و هوایی و اقلیمی، این شهرستان دارای زمستان سرد و تابستان معتدل و خنک می‌باشد. متوسط بارندگی سالانه سال ۱۳۸۰ در این ۲۳۰ میلی‌متر بوده و حداکثر بارندگی ۲۴ ساعته ۲/۴۰ و تعداد روزهای یخبندان ۱۷۴ روز می‌باشد.

## مساحت و مناطق شهری و روستایی
این شهرستان با ۲۲۶۱ کیلومتر مربع مساحت، در حدود ۱۲ درصد از مساحت کل استان تهران را به خود اختصاص داده‌است. و بدین لحاظ مقام چهارم را در بین شهرستان‌های استان داراست شهرستان فیروزکوه، طبق آخرین تقسیمات کشوری تا پایان سال ۱۳۷۹، دارای دو بخش (مرکزی و ارجمند) ۵ دهستان و ۱۰۹ آبادی بوده که از این تعداد، ۷۱ آبادی (۶۵/۱٪) دارای سکنه و بقیه خالی از سکنه می‌باشند. همچنین در سال ۱۳۸۵ بر اساس آخرین تقسیمات کشوری منطقه ارجمند به منطقه شهری تبدیل شده‌است و در حال حاضر این شهرستان ۲ نقطه شهری دارد ۱- شهر فیروزکوه ۲- شهر ارجمند بخش مرکزی شهرستان فیروزکوه با ۷۷ درصد سهم از کل این شهرستان، مقام نخست را از نظر مساحت داراست. بخش مرکزی، مناطق مرکزی و شرق شهرستان فیروزکوه شامل دهستان پشتکوه، دهستان شهرآباد، دهستان حبلرود و شهر فیروزکوه را در برمی گیرد و بخش ارجمند نیز ۲۳ درصد از مساحت کل شهرستان فیروزکوه را به خود اختصاص داده و مناطق حنوبی و غربی شهرستان شامل دهستان قزقانچای، دهستان دوبلوک و شهرارجمند را در برمی‌گیرد.
شرح----: شهرستان—استان—سهم شهرستان از استان (درصد)
مساحت (کیلومتر مربع)----: ۲۲۶۱---- ۱۸۹۰۹–۱۲٪
تعداد بخش----: ۲---- ۲۸---- ۷/۱٪
تعداد دهستان----: ۵---- ۷۲---- ۶/۹٪
تعداد آبادی‌های دارای سکنه----: ۷۱---- ۱۳۳۷--- ۵/۴٪
تعداد شهر----: ۲---- ۴۰---- ۵ ٪
تعداد شهرهای بالای ۵۰هزار نفر جمعیت: ۰---- ۱۲---- ۰ ٪

## ساکنان شهرستان فیروزکوه
مردم فیروزکوه از قومیت طبری (مازندرانی) هستند و به گویش فیروزکوهی زبان مازندرانی سخن می‌گویند. علاوه بر آن اقوامی از افراد ایل اصانلوی گرمسار و همچنین افرادی از عشایر ایل سنگسر و تیره‌های غندالی الیکایی و شاه حسینی الیکایی و کردها در این شهرستان سکنی گزیده‌اند. فیروزکوه از دیربازییلاق عشایر الیکایی بوده‌است.

## زبان

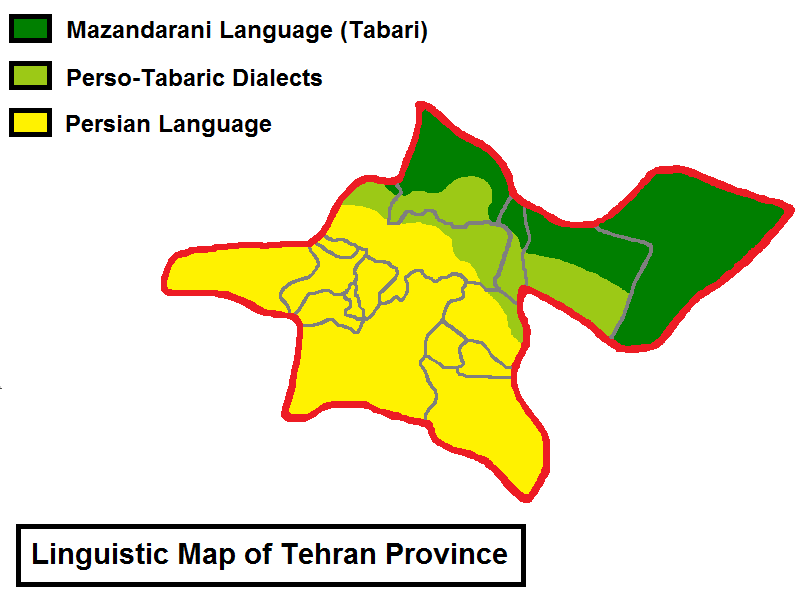
نقشهٔ زبانی استان تهران، رنگ سبز تیره زبان مازندرانی، رنگ سبز روشن گویش‌های فارسی-مازندرانی (تجریشی، لواسانی و دماوندی)، رنگ زرد زبان فارسی

مردم فیروزکوه به گویش فیروزکوهی زبان مازندرانی صحبت می‌کنند.

## جمعیت شهرستان فیروزکوه

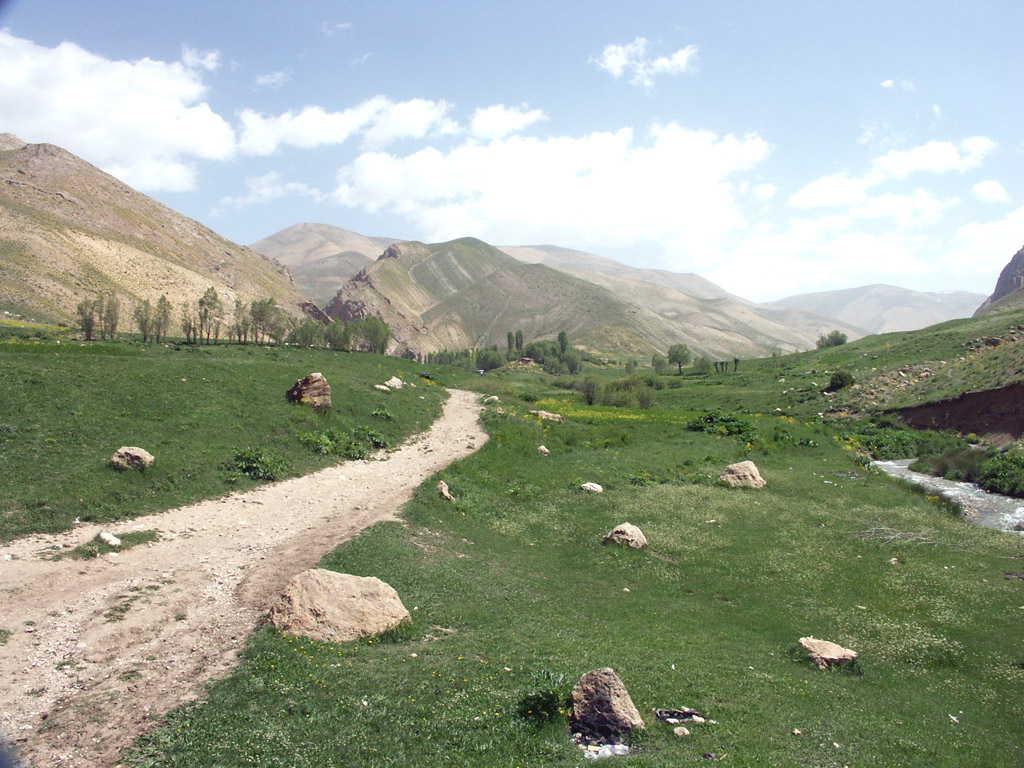
تنگه واشی فیروزکوه

بر اساس اطلاعات سرشماری در سال ۱۳۸۵ جمعیت شهرستان فیروزکوه ۳۹۲۸۴ نفر بوده‌است که ۱۵٬۱۲۴ نفر (۳۸/۵٪) ساکن مناطق روستایی و۲۴۱۶۰ نفر(۶۱/۵٪) ساکن منطقه شهری بوده‌اند کودکان زیر یکسال ۲/۱٪ از جمعیت شهرستان را به خود اختصاص داده‌اند و زنان ۱۰تا ۴۹ ساله ۱۷٪ از جمعیت را از آن خود نموده‌اند همچنین سالمندان ۱۵٪ از جمعیت را تشکیل می‌دهند که ۷۱٪ از جمعیت سالمند این شهرستان در روستاها به‌سر می‌برند. تعداد مدارس شهرستان در کلیه مقاطع ۷۰مدرسه می‌باشد که دانش آموزان مشغول به تحصیل حدود ۱۹٪ جمعیت را به خود اختصاص داده‌است. اساس محور اقتصادی شهرستان فعالیت‌های باغداری و دامپروری می‌باشد. فیروزکوه با داشتن ۵۹۲۲۰ هکتار اراضی زیر کشت ۲۱/۱درصد از اراضی زیر کشت استان را دارا بوده‌است از این میزان اراضی ۸۱ درصد به کشت محصولات سالانه و ۱۹ درصد ما بقی به تولیدات محصولات باغی اختصاص داشته‌است، که از این میان گندم و جو به عنوان مهم‌ترین محصولات کشاورزی و سیب، قیسی و گردو نیز از مهم‌ترین محصولات باغی این شهرستان بحساب می‌آید. در بخش دامپروری علی‌رغم وجود استعدادهای بالقوه فراوان شهرستان تا به حال قادر به استفاده بهینه از این موهبت خدادادی نبوده‌است بخش دامپروری شهرستان تنها توان تولید۱۵۳۰۰ تن شیر یعنی دو درصد شیر تولیدی استان و ۹۴۸۰۰ تن کود (۷/۴ درصد تولید استان) را داشته‌است در بخش صنعت و معدن از وضعیت مناسبتری برخوردار می‌باشد وجود معادن شن و ماسه، سنگ‌های لاشه ساختمانی، آهک سیلیس و کائولن و کارخانه سیمان و شهرک صنعتی در این منطقه باعث رونق اقتصادی در این بخش گردیده‌است که ۳۴۴۶ کارگر و ۵ بهداشتیار کار در این کارخانه‌ها و کارگاه‌ها مشغول به کار می‌باشند شبکه بهداشت و درمان فیروزکوه دارای ۴ مرکز بهداشتی درمانی روستایی، ۱ مرکز بهداشتی درمانی شهری روستایی، ۱ پایگاه شهری ضمیمه، ۱۸ خانه بهداشت فعال و ۱ خانه بهداشت غیرفعال، ۲ واحد تسهیلات زایمانی، ۱ مرکز آموزش بهورزی می‌باشد

## تاریخ و اساطیر
شهرستان فیروزکوه به دلیل موقعیت خاص همواره مورد توجه اقوام و گروه‌های انسانی بوده، به همین جهت شاهد آثار زیادی در نقاط مختلف آن هستیم که از آن جمله می‌توان به، ۳۵ امامزاده و بقعه، ۲۸ قلعه، یک خانه تاریخی ،۷ گورستان و زیارتگاه، ۱۸ محوطه باستانی تاریخی و اسلامی ،۳ غار و دژ طبیعی، ۲ پل تاریخی، یک مسجد تاریخی، ۸ کاروانسرا ،۱۸ برج آرامگاهی و … اشاره کرد.
فیروزکوه شهری قدیمی است که برخی آن را با حوادث مرتبط با دماوند هم چون افسانه فریدون و ضحاک مرتبط می‌دانند. یکی از نوشته‌های معتبر دربارهٔ تاریخ این شهر به نوشته محمدبن جریر طبری (۳۱۰–۲۲۶ ه‍.ق) در کتاب «تاریخ الرسل و الملوک» بازمی‌گردد. در این نوشته طبری می‌نویسد:

«فیروز پسر یزدگرد، پسر بهرام بود و پادشاهی وی پس از آن بود که برادر و سه تن از خاندان خویش را کشت. گویند در ملک وی هفت سال پیاپی قحطی شد و در آن دوران سخت، رعیت را چنان راه برد که هیچ‌کس از گرسنگی نمرد مگر یکی و او به خداوند نالید که رحمت خویش از او و رعیت او دریغ ندارد و باران ببارد و خدای اجابت کرد ولایت مانند پیش پرآب شد و درختان جان گرفت. فیروز بگفت تا به ری شهری بسازند و آن را فیروز نام کرد و مابین گرگان و دربند نیز شهری بساختند و آن را فیروز نام کردند و…»

شهر فیروزکوه همان شهری است که طبری احداث آن را به فیروز ساسانی در ری نسبت داده‌است. به دلیل همین قدمت فیروزکوه از شهرهایی است که تپه‌های باستانی زیادی دارد.
نام قدیمی فیروزکوه دیمه بوده‌است؛ که به معنی طبیعت خودرو است.

## حیات وحش شهرستان فیروزکوه
شهرستان فیروزکوه به دلیل شرایط توپو گرافی و آب و هوایی یکی از مناطق بکر استان است و از زیستگاه‌های مهم حیات وحش و شکارگاه‌های استان به‌شمار می‌آیدو انواع وحوش و مناطق طبیعی، چراگاه‌ها و چمنزارهای وسیع از توانمندی‌های ویژه استان استو منطقه شکار ممنوعه کاوه ده با ۱۷۴۰۰۰ هکتار وسعت دارای پوشش گیاهی متنوع و غنی است که انواع وحوش و از جمله قوچ و میش، کل و بز، آهو و گراز، پلنگ، روباه، خرس، خرگوش، انواع پرندگان و خزندگان را در خود جای داده‌است که به صورت گله‌های بزرگ در منطقه زندگی می‌کنند.
منطقه شکار ممنوع گاوده:
این منطقه با مساحت ۴۰۰ هزار هکتار در شرق شهرستان فیروزکوه قرار گرفته‌است، و در آن انواع حیات وحش از جمله پستانداران، پرندگان و خزندگان می‌توان دید. پوشش گیاهی عمده آن شامل گونه‌های گیاهی ارس، پسته وحشی، بادام وحشی، بید، گردو، زرشک، باریجه، آویشن، شقایق، کاکوتی، گلپر کلاه میر حسن، آتریپلکس، زنبق وحشی و انواع گندمیان است.
گونه‌های غالب جانوری این زیستگاه عبارتند از:

قوچ و میش، کل و بز، آهو، پلنگ، کراز، گرگ، روباه، شغال، کاراکل، گربه وحشی، جغد، جوجه تیغی، کبک، تیهور، سارکپه، دلیچه، دال، پرندگان شکاری، افعی دماوندی، افعی شاخدار، گرزه مار، افعی اره‌ای، لاک‌پشت مهمیزدار، بزمچه و آگاما
در محدوده‌های شکار ممنوع و پناهگاه حیات وحش داخل آن اقدامات حمایتی به عمل می‌آید. تا مجموعه حیات وحش با توجه به حداقل فضای مناسب، برای فراهم شدن امکانات زیستی و زاد و ولد طبیعی بتوانند در این مناطق از خطرات انسانی و غیرطبیعی در امان باشند.

## جاذبه‌های گردشگری

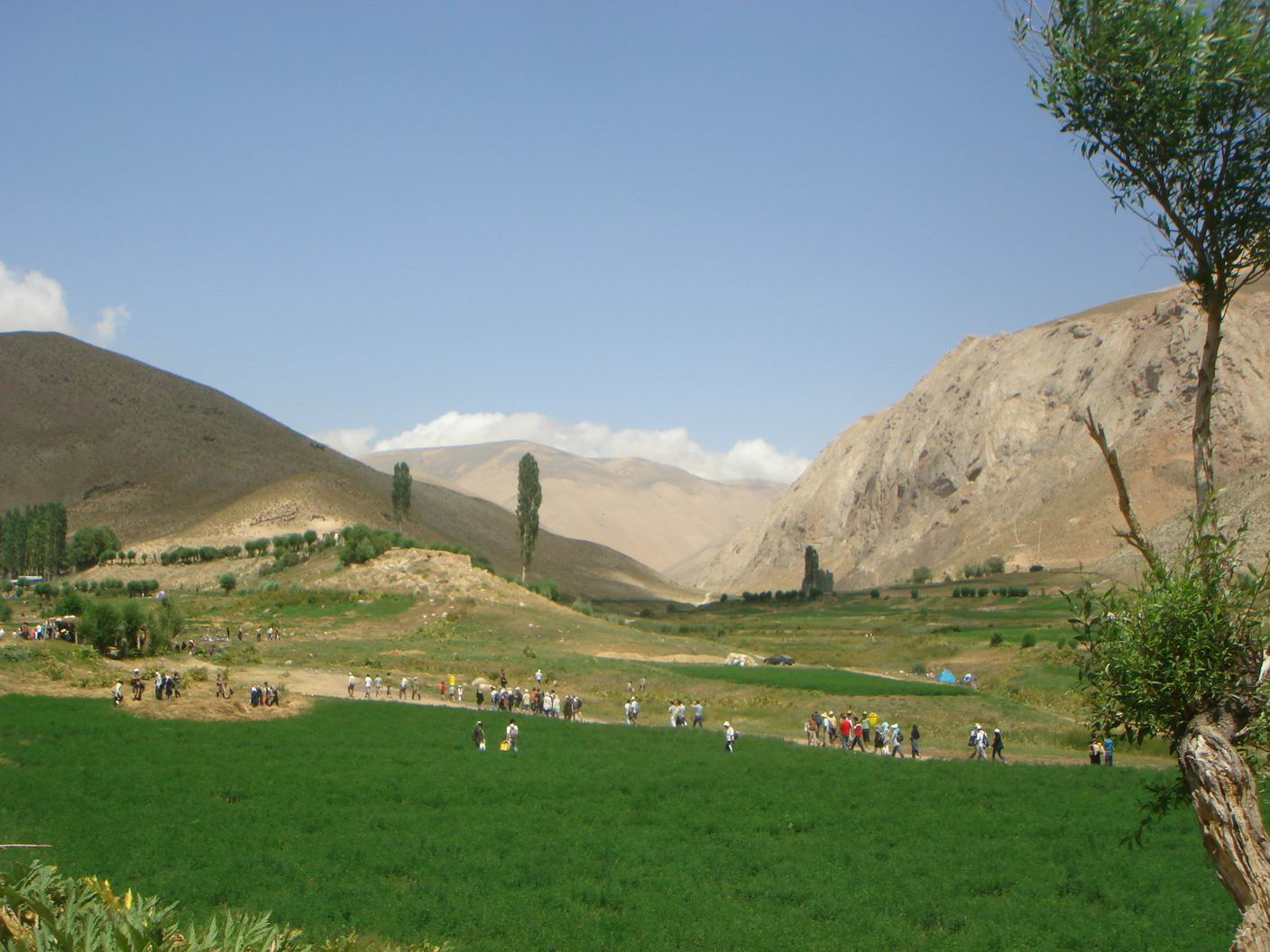
منظره‌ای از تنگه واشی از نقاط دیدنی فیروزکوه

## صنایع و معادن

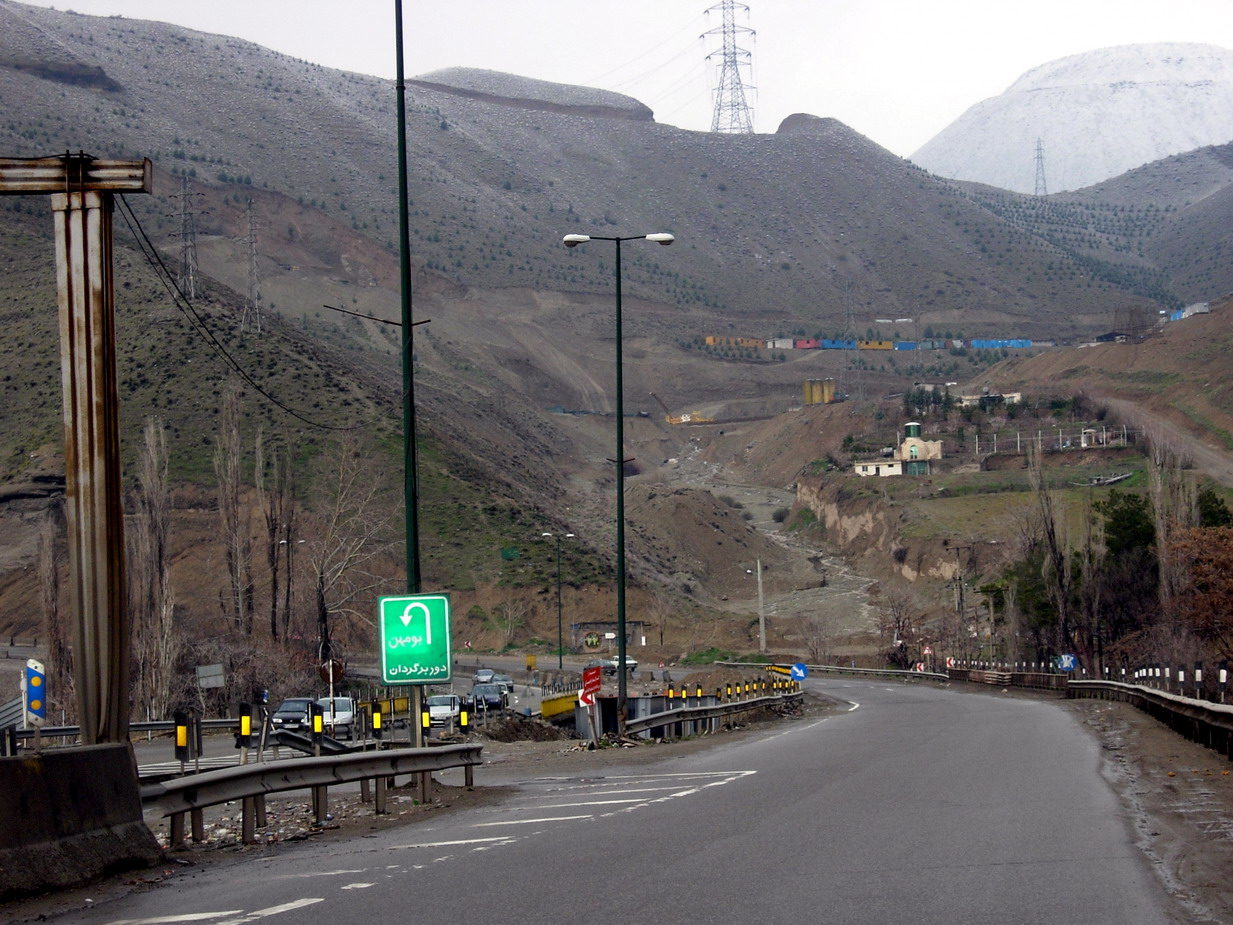
جاده فیروزکوه به سمت تهران